# Семёновка (Алейский район)
Семёновка — упразднённый посёлок в Алейском районе Алтайского края России. На момент упразднения входил в состав Александровского сельсовета. Исключён из учётных данных в 1985 году.

## География
Посёлок находился в центральной части края, на правом берегу реки Горячиха (приток реки Панюшевки) в месте впадения в нее ручья Папанов, на расстоянии приблизительно 3 километров (по прямой) к северу от поселка Александровский.

### Климат
Резко континентальный. Средняя температура января −17,6 °С, июля — +20 °С. Годовое количество осадков — 440 мм.

## История
Основан в 1922 г. В 1928 году посёлок Семёновский состоял из 79 хозяйств. В административном отношении входил в состав Александровского сельсовета Алейского района Барнаульского округа Сибирского края.

## Население
В 1926 году в посёлке проживало 476 человек (230 мужчин и 246 женщин), основное население — русские.